# Judith Okely
Judith Okely, née en 1941, est une anthropologue, ethnologue et féministe britannique.

## Biographie
Les Tsiganes (Roms/Travellers), les thématiques de genre (gender studies), la réflexivité, le travail de terrain en anthropologie et l'autobiographie font partie de ses thèmes de recherche.
Elle est la première femme à être admise au sein de l'Oxford Union, la plus vieille société de débat d'Angleterre.
Depuis 2008, elle enseigne en Pologne, en Finlande, en Allemagne, en Italie, en Slovénie et donne des conférences à Belfast, Bristol, Cambridge et San Francisco. Elle a aussi donné des cours à la London School of Economics, à Helsinki et à l'Université de Hull.
En 2011, elle reçoit la médaille de la faculté de Philosophie de l'Université de Bohème de l'Ouest et également le Sceau de la Ville de Plzeň, en République Tchèque qui lui est remis par le maire de la ville.
Ses études sur les populations Tsiganes, en particulier son livre The Traveller-Gypsies, sont pionnières dans la création d'une anthropologie de l'Europe, qui s'est développée non seulement à l’ouest, mais également dans les parties centrale et orientale du continent. Elle a eu des difficultés à faire reconnaître son objet d'étude comme un objet d'étude légitime par le milieu de l'anthropologie sociale anglaise dans les années 1970-1980 dans un contexte de marginalité des travaux relatifs aux peuples Tsiganes.
Elle est célèbre pour son interprétation du travail de Simone de Beauvoir et son étude de la culture visuelle en Normandie.
Ses travaux laissent de la place à l'agentivité collective de ceux qui se disent Tsiganes.

## Publications
- 1983 The Traveller-Gypsies, Cambridge, UK: Cambridge University Press[5],[6],[7].
- 1986 Simone de Beauvoir - A Re-reading. London: Virago Press.  (ISBN 0860683249)[8],[9]
- With Callaway, H. (eds) 1992 Anthropology and Autobiography: Participatory Experience and Embodied Knowledge, London: Routledge.
- 1996 Own or Other Culture, London, Routledge[10],[11],[12].
- 2007 Identity and Networks :Fashioning Gender and Ethnicity across Cultures  eds D. F. Bryeson, J.Okely and J.Webber  Oxford : Berghahn
- 2008 Knowing How to Know (eds) N. Halstead, E. Hirsch and J.Okely   Berghahn
- 2012 Anthropological Practice: fieldwork and the ethnographic method